# Seszele na Letnich Igrzyskach Olimpijskich 2020
Seszele na Letnich Igrzyskach Olimpijskich 2020 – występ kadry sportowców reprezentujących Seszele na igrzyskach olimpijskich, które odbyły się w Tokio w Japonii, w dniach 23 lipca – 8 sierpnia 2021 roku.
Reprezentacja Seszeli liczyła pięciu zawodników – kobietę i czterech mężczyzn, którzy wystąpili w 4 dyscyplinach.
Był to dziesiąty start Seszeli na letnich igrzyskach olimpijskich.

## Reprezentanci

### Judo
| Zawodnik           | Konkurencja     | 1/16                  | 1/8              | Ćwierćfinały     | Półfinały        | Repasaż 1        | Repasaż 2        | Repasaż 3        | Finał            | Pozycja |
| Zawodnik           | Konkurencja     | Przeciwnik Wynik      | Przeciwnik Wynik | Przeciwnik Wynik | Przeciwnik Wynik | Przeciwnik Wynik | Przeciwnik Wynik | Przeciwnik Wynik | Przeciwnik Wynik | Pozycja |
| ------------------ | --------------- | --------------------- | ---------------- | ---------------- | ---------------- | ---------------- | ---------------- | ---------------- | ---------------- | ------- |
| Nantenaina Finesse | -90 kg mężczyzn | Marcus Nyman IPP 10:0 | NQ               | NQ               | NQ               | NQ               | NQ               | NQ               | NQ               | 17-33.  |

### Lekkoatletyka
| Zawodnik   | Konkurencja            | Runda 1  | Runda 1 | Półfinał | Półfinał | Finał    | Finał   | Pozycja |
| Zawodnik   | Konkurencja            | Rezultat | Pozycja | Rezultat | Pozycja  | Rezultat | Pozycja | Pozycja |
| ---------- | ---------------------- | -------- | ------- | -------- | -------- | -------- | ------- | ------- |
| Ned Azemia | Bieg na 400 m mężczyzn | 51.67    | 8.      | NQ       | NQ       | NQ       | NQ      | 36.     |

### Pływanie
| Zawodnik        | Konkurencja                   | Eliminacje | Eliminacje | Półfinał | Półfinał | Finał | Finał   | Pozycja |
| Zawodnik        | Konkurencja                   | Czas       | Miejsce    | Czas     | Miejsce  | Czas  | Miejsce | Pozycja |
| --------------- | ----------------------------- | ---------- | ---------- | -------- | -------- | ----- | ------- | ------- |
| Simon Bachmann  | 200 m st. motylkowym mężczyzn | 2:03.54    | 6          | NQ       | NQ       | NQ    | NQ      | 38.     |
| Felicity Passon | 100 m st. grzbietowym kobiet  | 1:04.66    | 7          | NQ       | NQ       | NQ    | NQ      | 38.     |
| Felicity Passon | 200 m st. grzbietowym kobiet  | 2:16.18    | 3          | NQ       | NQ       | NQ    | NQ      | 26.     |

### Żeglarstwo
| Zawodnik        | Konkurencja | Wyścig | Wyścig | Wyścig | Wyścig | Wyścig | Wyścig | Wyścig | Wyścig | Wyścig | Wyścig | Wyścig | Wyścig | Wyścig | Punkty | Finałowa pozycja |
| Zawodnik        | Konkurencja | 1      | 2      | 3      | 4      | 5      | 6      | 7      | 8      | 9      | 10     | 11     | 12     | M*     | Punkty | Finałowa pozycja |
| --------------- | ----------- | ------ | ------ | ------ | ------ | ------ | ------ | ------ | ------ | ------ | ------ | ------ | ------ | ------ | ------ | ---------------- |
| Rodney Govinden | Laser       | 34     | 31     | 34     | 30     | 29     | 32     | 29     | 32     | 28     | 33     | —      | —      | NQ     | 278    | 33.              |